# 신상초
신상초(申相楚, 1922년 12월 15일~1989년 2월 26일)는 대한민국의 정치학자, 정치인이다. 제5·9·10·11대 국회의원을 지냈다.
도쿄제국대학 재학 중 태평양 전쟁으로 중국 전선에 징병되어 졸업은 하지 못했다. 4·19 혁명 직후 민주당 소속으로 처음 국회의원이 되었다. 제1공화국 때부터 《사상계》를 통해 이승만의 독재를 비판하는 글을 쓰는 등 반정부 계열의 지식인으로 알려져 있었으나, 제4공화국 출범 이후에는 유신정우회와 민주정의당 소속 국회의원으로는 제5공화국까지 정권에 협력했다.

## 학력
- 신의주고등보통학교 졸업
- 후쿠오카고등학교 졸업
- 도쿄제국대학 법학부 법률학과 중퇴

## 약력
- 서울대, 성균관대, 경희대 교수
- 동아일보, 중앙일보, 경향신문 논설위원
- 중국문제연구원 대표
- 1960년~1961년: 대한민국 제5대 국회 국회의원(민주당)
- 1976년~1980년: 대한민국 제9대 국회, 대한민국 제10대 국회 국회의원(유신정우회)
- 1980년: 국가보위입법회의 입법의원
- 1981년~1985년 : 대한민국 제11대 국회 국회의원(민주정의당)

## 역대 선거 결과
|  | 52.5% |

|  | 22.60% |

|  | 14.69% |

|  | 0% |

|  | 0% |

|  | 35.6% |

## 참고 문헌
- 박경수 (2003년 5월 3일). “재야의 빛 장준하 - (53) 각 대학 초청 강연의 논전(2)”. 사상계. 2007년 12월 2일에 확인함.